# Fort Gay
Fort Gay és una població dels Estats Units a l'estat de Virgínia de l'Oest. Segons el cens del 2000 tenia 819 habitants.

## Demografia
Segons el cens del 2000, Fort Gay tenia 819 habitants, 345 habitatges, i 240 famílies. La densitat de població era de 400,3 habitants per km².
Dels 345 habitatges en un 33,3% hi vivien nens de menys de 18 anys, en un 46,1% hi vivien parelles casades, en un 18,3% dones solteres, i en un 30,4% no eren unitats familiars. En el 28,1% dels habitatges hi vivien persones soles el 13,6% de les quals corresponia a persones de 65 anys o més que vivien soles. El nombre mitjà de persones vivint en cada habitatge era de 2,37 i el nombre mitjà de persones que vivien en cada família era de 2,9.
Per edats la població es repartia de la següent manera: un 24,7% tenia menys de 18 anys, un 12,7% entre 18 i 24, un 27% entre 25 i 44, un 21,7% de 45 a 60 i un 13,9% 65 anys o més.
L'edat mediana era de 35 anys. Per cada 100 dones de 18 o més anys hi havia 73,8 homes.
La renda mediana per habitatge era de 14.565 $ i la renda mediana per família de 20.882 $. Els homes tenien una renda mediana de 29.063 $ mentre que les dones 16.442 $. La renda per capita de la població era de 9.125 $. Entorn del 33,9% de les famílies i el 37,3% de la població estaven per davall del llindar de pobresa.

## Poblacions més properes
El següent diagrama mostra les poblacions més properes.